# シャルル・フランソワ・アントワーヌ・モレン

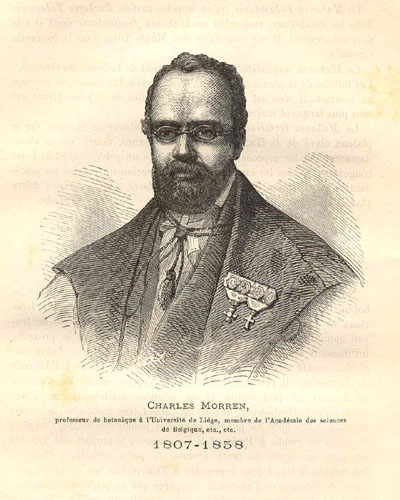
Charles François Antoine Morren

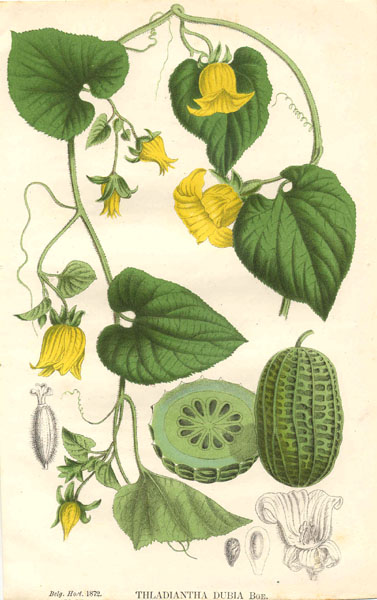
オオスズメウリ
雑誌La Belgique horticoleの図版

シャルル・フランソワ・アントワーヌ・モレン（Charles François Antoine Morren 、1807年3月3日 - 1858年12月17日）は、ベルギーの植物学者、園芸家である。リエージュ大学植物園の園長を務めた。

## 生涯
ヘントで生まれた。1831年から1835年の間、ヘント大学で物理学を教えながら、医学を学び、1835年に卒業した。1835年からリエージュ大学の植物学の非常任教授となり、1837年から1854年の間、常任教授を務めた。
バニラが原産地のメキシコでは共生関係なあるハリナシバチ（ミツバチ科）だけが花粉を運び、受粉ができ、他の地域では自然受粉できないことを発見した。バニラはエルナン・コルテスがヨーロッパにもたらしたが、300年以上も受粉の仕組みは謎であった。モレンは人工授粉の方法を開発し、フランス植民地でのバニラの栽培を可能にした。
息子のシャルル・ジャック・エドゥアール・モレンとともに、植物雑誌、"La Belgique horticole, journal des jardins et des vergers"を刊行し、1851年から1885年の間に35巻を刊行した。
動物、植物の季節変化を研究する"phenology"という用語を作った。1849年にブリュッセル・アカデミーの公開講座で初めてこの言葉を用いた。1853年に"Souvenirs phénologiques de l’hiver 1852-1853"という論文を発表し、異常に暖かい冬であったその年の植物の異常な現象を論じた。

## 著書
- Morren, C. (1838). Recherches sur le mouvement et l'anatomie du Stylidium graminifolium. Mem. Acad. Roy. Scien. et belles lett., Brux.
- Morren, C. (1853) Souvenirs phénologiques de l'hiver 1852–1853. Bulletin de l'Académie royale des Sciences, des Lettres et des Beaux-Arts de Belgique. Tome XX, 1e partie, pp. 160–186.